# Altai Airlines
Altai Airlines (Russisch: Алтайские Авиалинии) is een Russische luchtvaartmaatschappij met haar thuisbasis in Barnaoel(IATA: BAX, ICAO: UNBB). Zij voert chartervluchten uit binnen Rusland.

## Geschiedenis
Altai Airlines is opgericht in 1994 onder de naam Barnaul State Aviation Enterprise als opvolger van Aeroflots Barnaul divisie.
In 1995 werd de naam gewijzigd in Barnaul Air Enterprise. Na een reorganisatie werd de naam gewijzigd in Altai Airlines.

## Vloot
De vloot van Altai Airlines bestaat uit:(Nov.2007)
- 4 Antonov An-2
- 3 Mil Mi-8